# Ala al-Din Ali Beg
Ala al-Din Ali Beg fou emir d'Eretna a Kayseri.
Va succeir el seu pare Mehmed ibn Eretna, assassinat en un atemptat instigat pels grans amirs, el 1365/1366. Poc interessat en el govern es va dedicar als plaers. Els amirs (generals) governadors d'Amasya, Tokat, Sharki Karahisar i fins i tot Sivas, es van erigir en senyors dels seus territoris amb gran autonomia quan no en oberta rebel·lió. Tahartan a Erzindjan, es va fer virtualment independent. Els karamànides van ocupar la part sud del beylik, mentre els ak koyunlu s'apoderaven de territoris orientals. El visir i atabeg kadi Burhan al-Din, de la família de kadis de Kayseri, va començar a assolir totes les funcions de govern.
El 1380 Ali Beg va fer una campanya contra els amirs rebels i va morir a la lluita. Va pujar al tron el seu fill Muhammad II Celebi.